# Punjena paprika

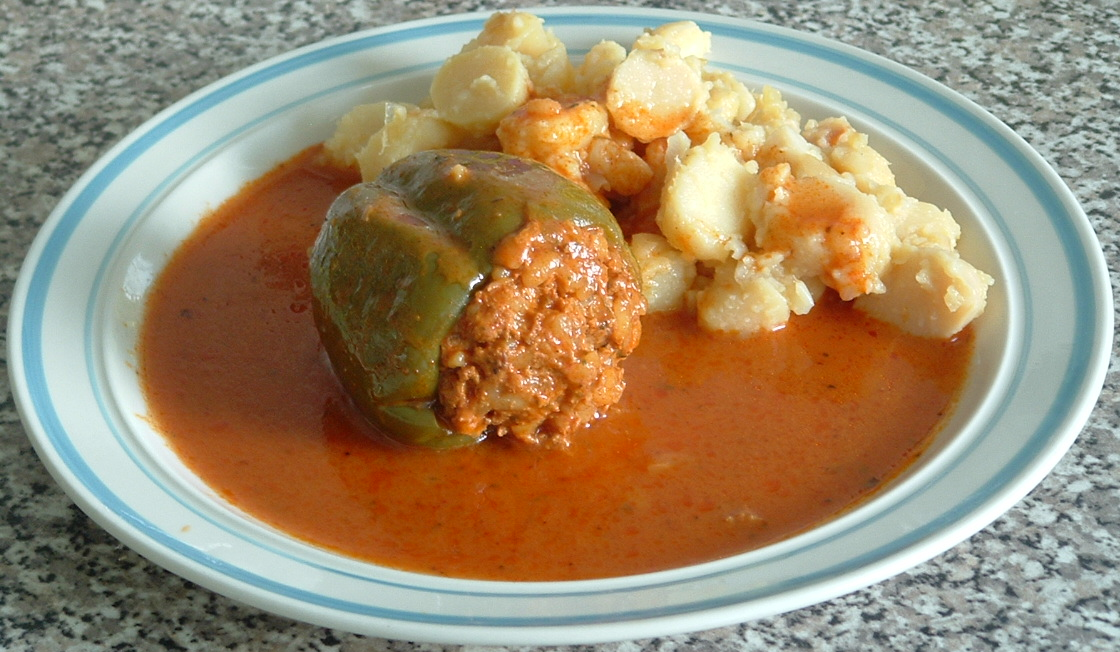
Punjena paprika con patatas.

El punjena paprika (en serbio, bosnio y croata), polneti piperki (en macedonio), plnená paprika (en eslovaco) o töltött paprika (en húngaro) es un plato de pimientos rellenos con una mezcla de carne picada y arroz en salsa de tomate. Es popular en Hungría, Eslovaquia, Serbia, Bosnia, Croacia, Eslovenia y Montenegro. Existen muchas variantes del plato a lo largo de los Balcanes.

## Descripción
La carne, normalmente ternera picada (cerdo y ternera en Croacia y Eslovenia), se mezcla con huevo, arroz, cebolla en dados, sal, hierbas y especias tales como el ajo, la pimienta negra molida, el pimentón, el perejil o el romero. El relleno puede contener a veces setas, carnes mixtas o repollo.
Se retira el tallo de los pimientos y se lavan, retirando las semillas y rellenando con la mezcla de carne. Se ponen en una olla grande (con las aberturas hacia arriba) y se cubren con agua. Se añaden especias como hojas de laurel o granos de pimienta y opcionalmente otras verduras como apio, repollo y una cebolla entera.
Se cuece hasta que los pimientos se ablandan por fuera y el agua se reduce a la mitad. El agente espesante para la salsa es el roux dorado o harina y agua. Se baja el fuego, pudiendo añadirse pasta de tomate o incluso salsa para pasta.
El plato suele servirse solo, comiéndose con pan o con puré de patata y ensalada de guarnición.